# Komsomolsk aan de Amoer
Komsomolsk aan de Amoer (Russisch: Комсомольск-на-Амуре; Komsomolsk-na-Amoere; Mandarijn: 瓦伦; Hanyu pinyin: wǎlún) is een Russische stad in het Russische Verre Oosten aan de linkeroever van de Amoer op 365 kilometer ten noordoosten van Chabarovsk aan de Baikal-Amoerspoorweg. Het is het culturele centrum van het gebied met instituties voor hoger onderwijs, musea en een theater.

## Geschiedenis en economie
Het gebied rond de stad behoorde vroeger tot het Chinese keizerrijk. In 1858 kwam het bij Rusland door het verdrag van Aigun.
De plaats werd gesticht in 1932 door leden van de Komsomol. De plaats groeide uit tot een industriestad met als belangrijkste economische sectoren de ijzermetallurgie, machinebouw, aardolieverwerking, lichte industrie, voedselproductie en scheepsbouw. De stad is ook bekend van de vliegtuigindustrie (Soechoj). De stad is het eindpunt van de Baikal-Amoerspoorweg en heeft ook een haven. Rosneft exploiteert er de oostelijkste Russische olieraffinaderij. In de stad is ook de Luchtvaartfabriek van Komsomolsk aan de Amoer gevestigd.

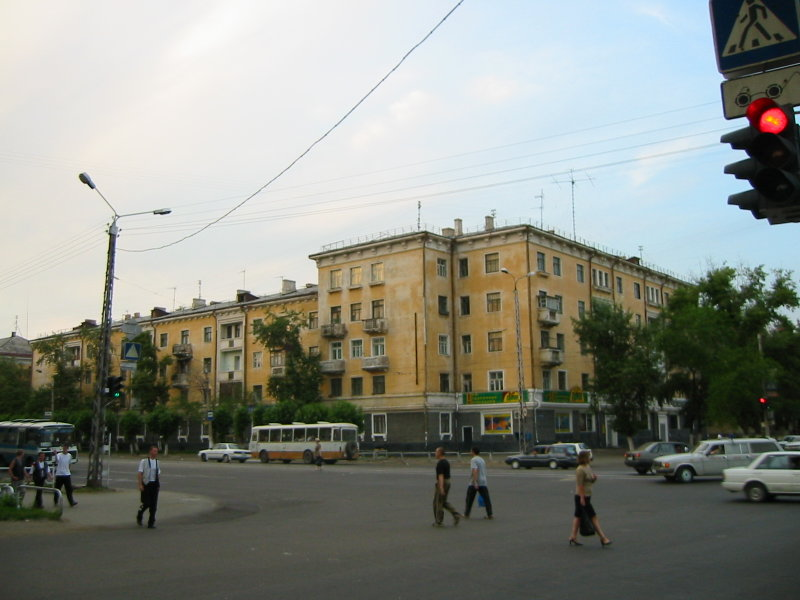
Straat in Komsomolsk aan de Amoer

## Geboren in Komsomolsk aan de Amoer
- Valeri Rjoemin (1939-2022), kosmonaut
- Joelia Tsjepalova (1976), langlaufster
- Joeri Gazinski (1989), voetballer